# Percée de Thoraise
La Percée de Thoraise est un tunnel-canal construit sur le canal du Rhône au Rhin permettant de court-circuiter la boucle du Doubs qui entoure le village de Thoraise dans le département français du Doubs en région Bourgogne-Franche-Comté.

## Description
D’une longueur totale de 185 m, le tunnel traverse du nord au sud l'isthme de la boucle du Doubs à Thoraise. Avec son prolongement par un canal de 350 m terminé par une écluse, il permet d'éviter quatre kilomètres de navigation sur la rivière. 
Contrairement à Besançon, où la "boucle" du Doubs a dû être rendue navigable avant le percement du tunnel sous la citadelle, les ingénieurs ont opté dès l'origine pour le passage souterrain à Thoraise. C'est le seul tunnel du canal avec celui de Besançon.  
Le projet initial ne prévoyait pas de revêtement, mais un effondrement durant la construction a nécessité la pose d'une voûte en maçonnerie. La partie non revêtue, à l'aval, d’une longueur de 29 m, est caractérisée par la présence de karsts en clé de voûte et en piédroit. Le reste est revêtu de moellons calcaires dont l'épaisseur est d'environ 0,5 m.  
Les dimensions de l’ouvrage sont les suivantes : 
- rayon de la voûte : 3,50 m sur piédroits;
- largeur entre pied-droit : environ 7 m ;
- passe navigable : 6 m ;
- largeur du chemin de halage[4] : environ 0,90 m

Côté amont, un bassin de retournement circulaire situé devant l’entrée du tunnel permet aux bateaux de pivoter pour se positionner dans l’axe du tunnel. Une galerie, haute de 1,50 m et longue de 30 m datant vraisemblablement de la construction, a été creusée au-dessus de la clé de voûte. Le porche est entouré de deux volées d'escaliers menant à une niche qui contient une statue de Vierge. Côté aval, après 300 m à l'air libre, une écluse permet d'accéder au niveau du Doubs. Elle est accompagnée d'une halte-fluviale. L'écluse est au gabarit Freycinet.

## Histoire
Louis V Joseph de Bourbon-Condé, gouverneur de Bourgogne, inaugure le canal, le 24 juillet 1784, en même temps le tronçon-est du canal de Bourgogne qui devait relier la Saône à la Seine. Il reçoit la dénomination de canal de Monsieur, en l'honneur de Louis V que l'on appelait Monsieur le Prince. Devenu canal Napoléon sous le Premier Empire, il est rebaptisé canal Monsieur, en 1814, en référence au futur Charles X, frère du roi Louis XVIII, qui effectue alors un voyage dans les départements de l'Est.
Le tunnel est percé par l'ingénieur Joseph Liard entre 1810 et 1820 d'après son propre projet.
Sous la Monarchie de Juillet, en 1830, il prend le nom de canal de jonction du Rhône au Rhin par ordonnance du 11 octobre 1830.

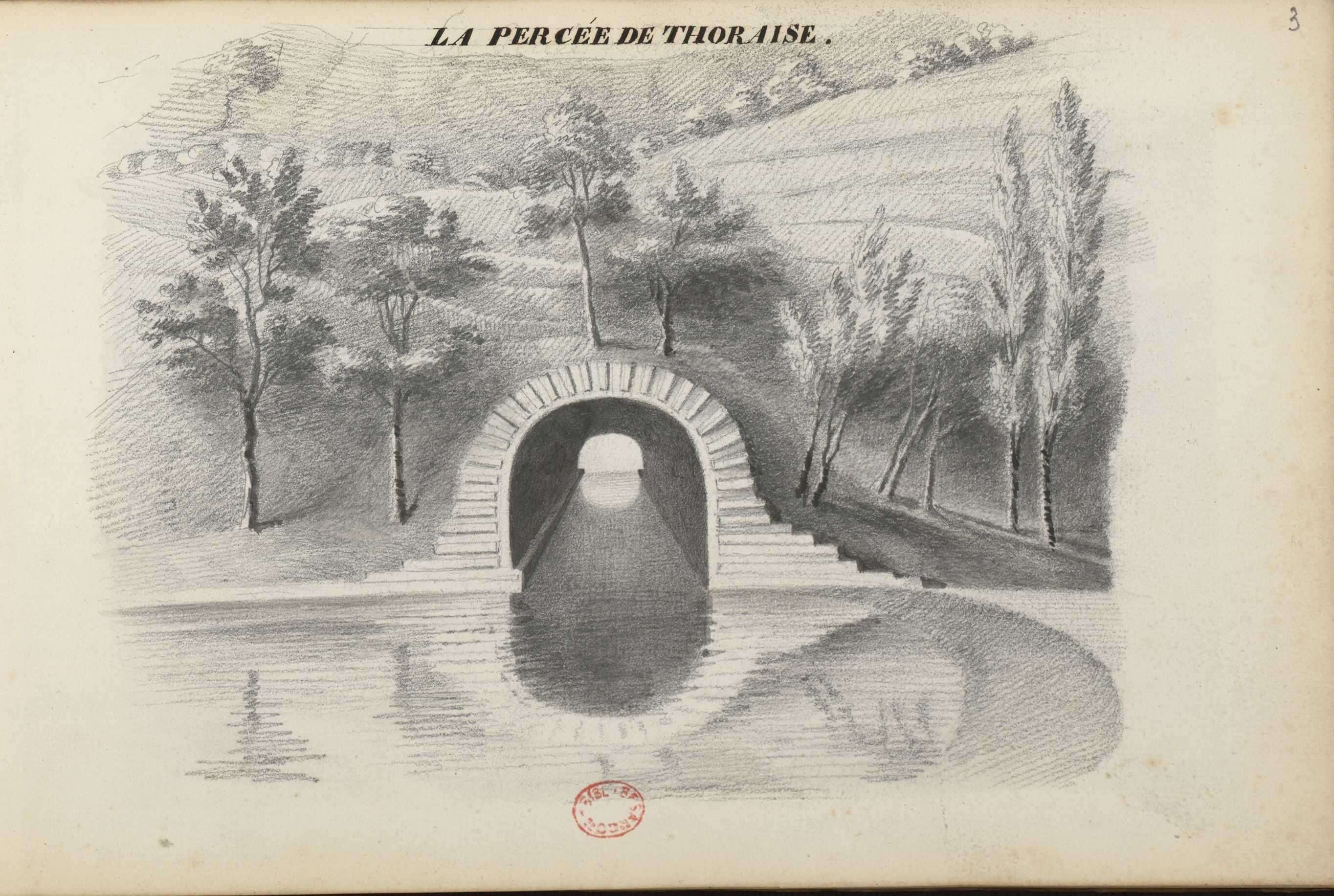
La percée de Thoraise, Désiré Monnier, vers 1840.

Vers 1840, l'historien jurassien Désiré Monnier, le représente sur une page de ses carnets dédié à des vues de la région. 
Une opération de rénovation du tunnel a été entreprise au début de 2007 à la suite d'effondrements côté aval. A cette occasion, une œuvre d'art a été réalisée par le sculpteur danois Jeppe Hein et l'artiste beaunois Olivier Vadrot, intitulée « Monsieur Canal » en référence à l'ancien nom du canal. Elle est constituée de rideaux d'eau qui ferment les entrées du tunnel et de deux faisceaux lumineux formant une vague sur la voute.

## Galerie

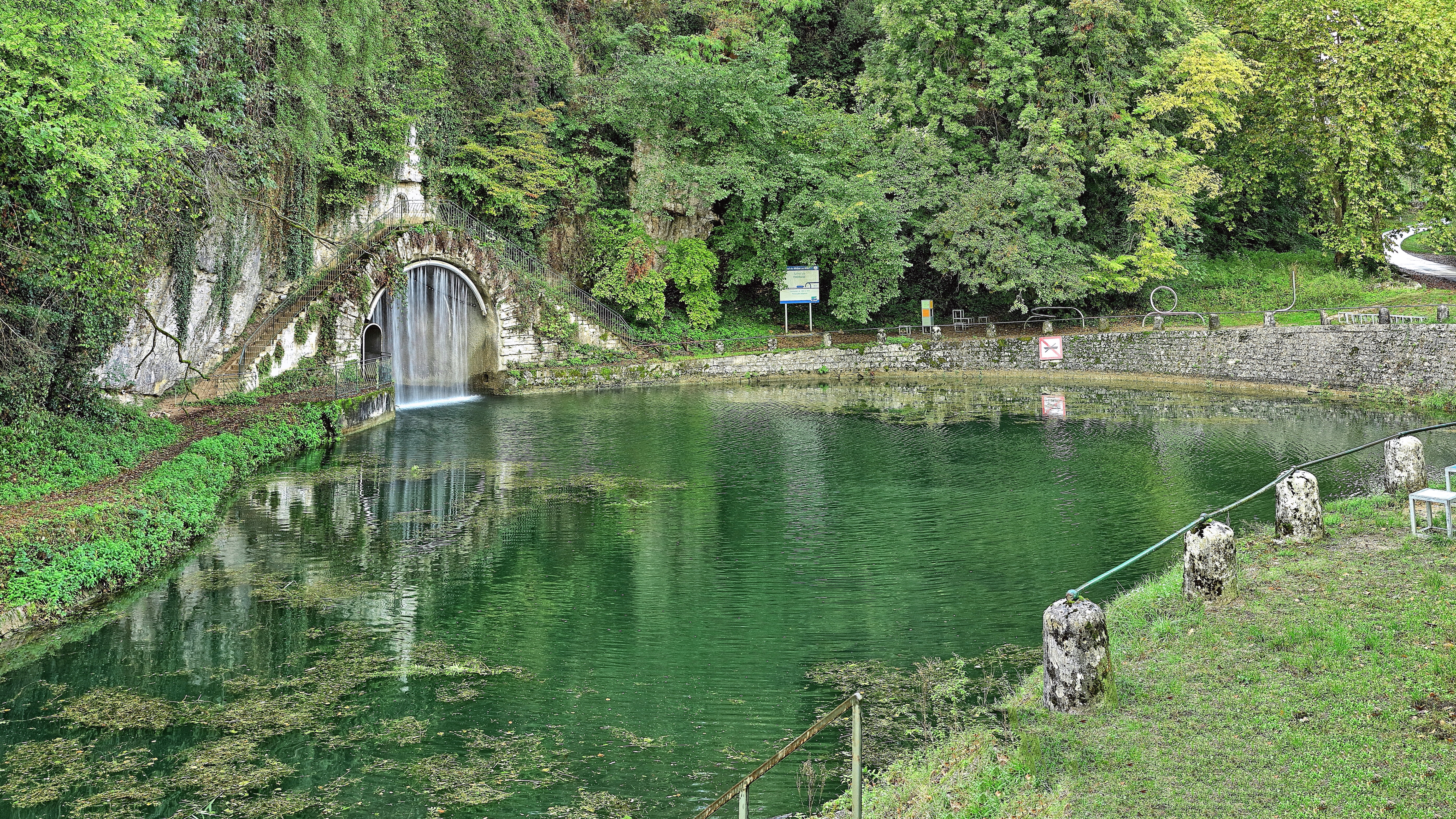
Le bassin de retournement devant l'entrée amont du tunnel.
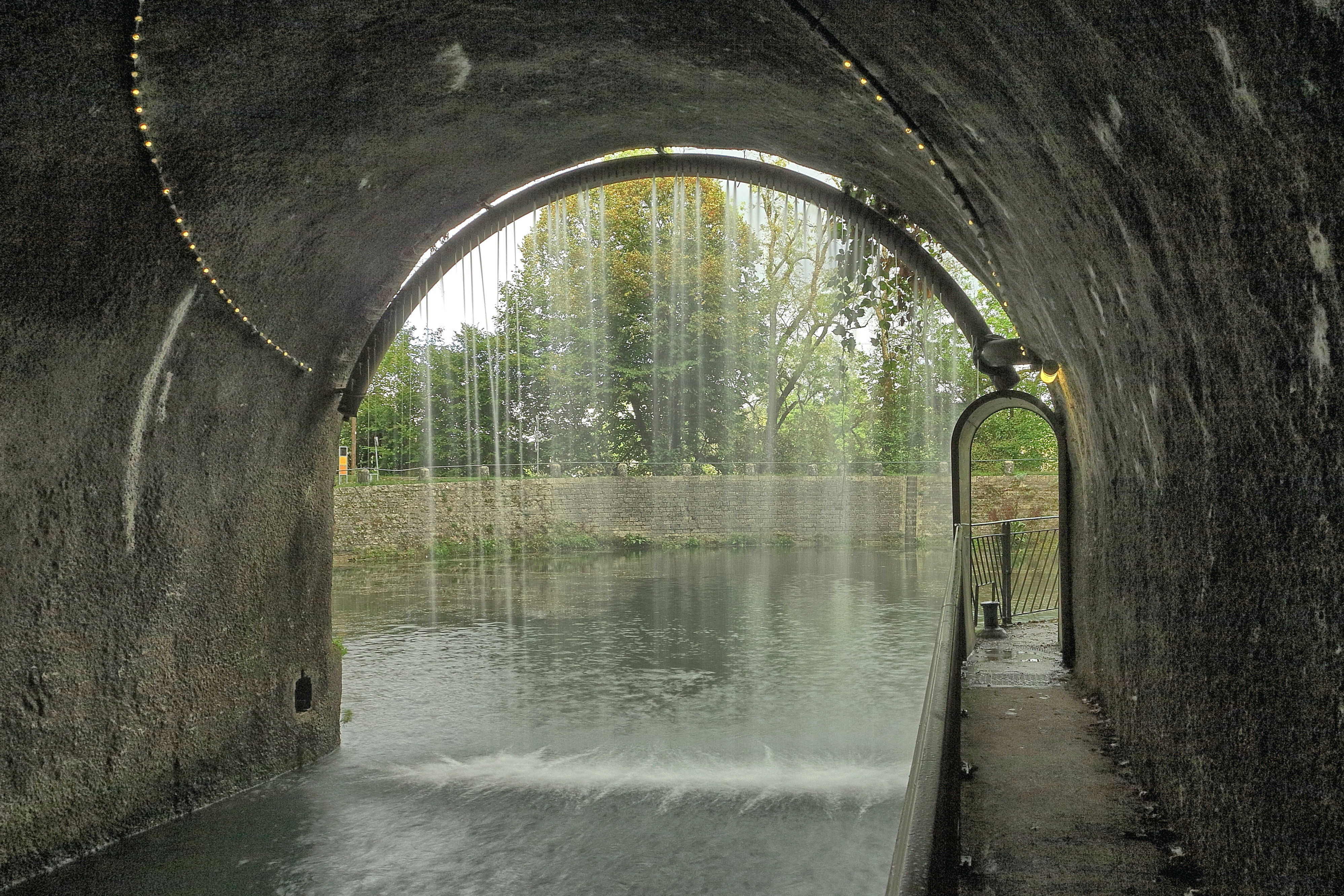
Le rideau d'eau à l'entrée amont du tunnel fluvial.
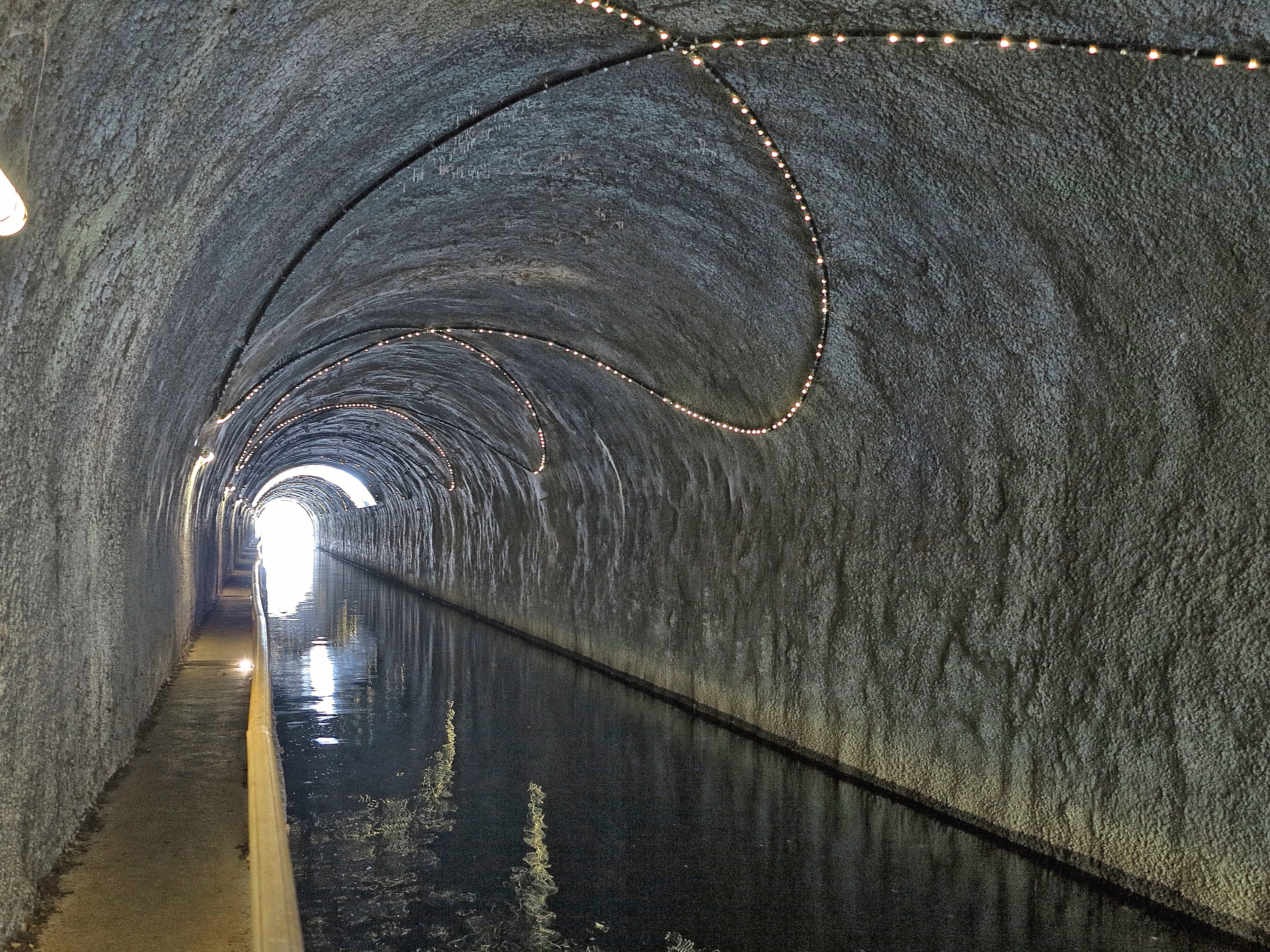
Voute du tunnel fluvial illuminée.
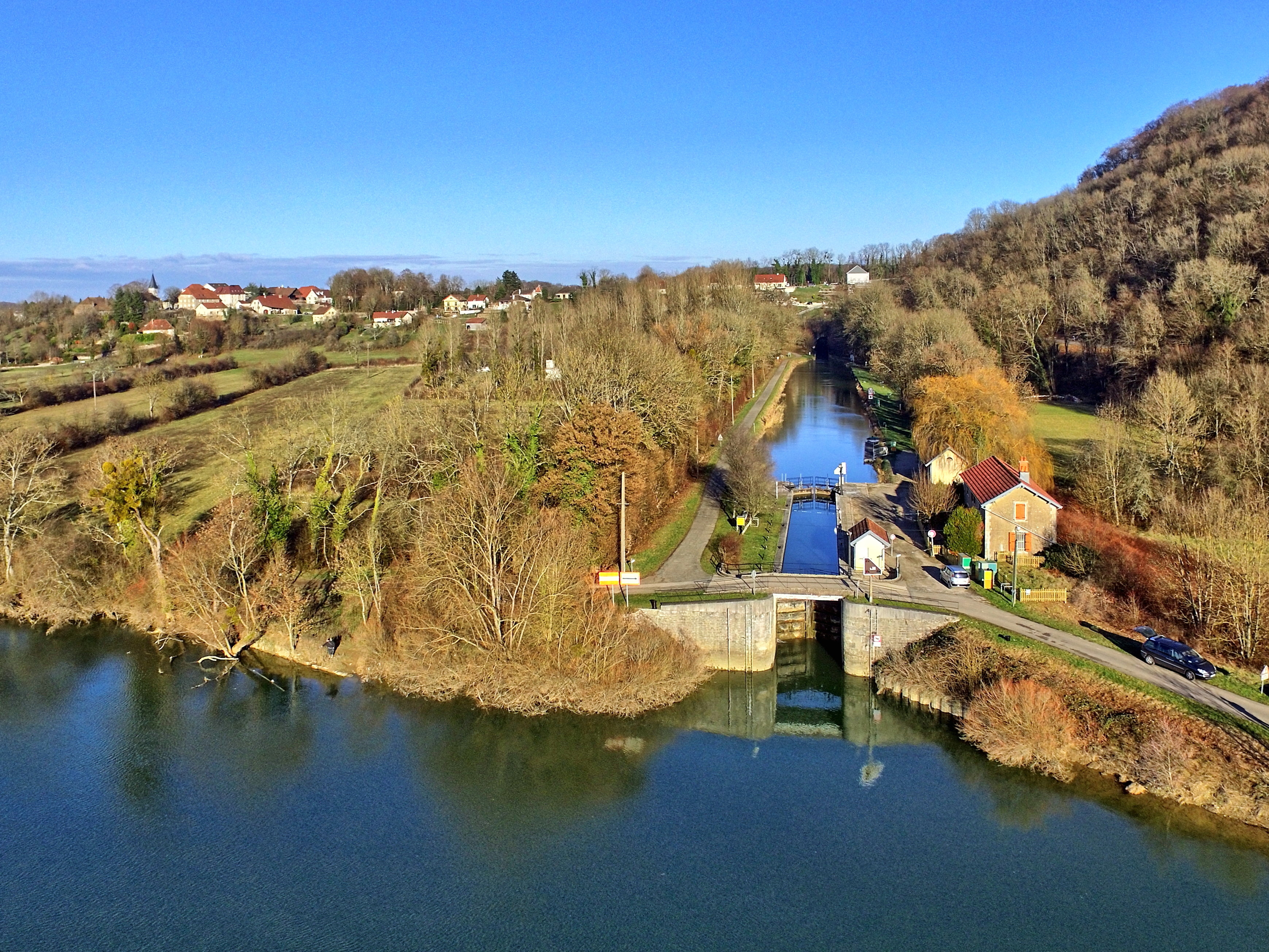
L'écluse et le tunnel fluvial côté aval.

## Protection - Tourisme
Le tunnel-canal fait partie des sites inscrits du Doubs par la DREAL.